# オドアルド・ボラーニ
オドアルド・ボラーニ（Odoardo Borrani,1833年8月22日 - 1905年9月14日）はイタリアの画家である。19世紀後半のフィレンツェで活動したマッキア派の画家の一人である。

## 略歴
ピサで生まれた。父親は有名ではない画家で1840年にフィレンツェに移った。父親から絵を学んだ後、1850年にフィレンツェの美術学校に入学し、ガエターノ・ビアンキやジュゼッペ・ベッツォーリ、エンリコ・ポラストリーニに学んだ。当時のアカデミーではジョット・ディ・ボンドーネの壁画や15世紀のフィレンツェの画家の作品を手本にした教育が行われていた。
1853年にテレマコ・シニョリーニやヴィンチェンツォ・カビアンカと知り合い、彼らとフィレンツェの芸術家たちのたまり場であった「カッフェ・ミケランジョロ」に頻繁に集まり、マッキア派を形成する他の画家たちとも交流した。1859年に、第二次イタリア独立戦争に義勇兵として参加した。
1862年にフィレンツェに帰還した後、美術学校の展覧会で賞を受け、ラファエロ・セルネージ、シニョリーニ、カビアンカとフィレンツェ近郊の町、ピアジェンティーナ(Piagentina)やサン・マルチェッロ・ピストイエーゼなどの田園地域の風景や人々の生活を描いた。彼らを「ピアジェンティーナ派」と呼ぶこともある。同じ年にマッキア派の画家たちの支援者で美術評論家のマルテッリ(Diego Martelli)に招かれてトスカーナの海岸の町、カスティリョンチェッロ(Castiglioncello)で夏を過ごした。1875年にシルヴェストロ・レーガと画廊を開き、若い画家の作品を展示したが、長く続けることはなかった。後年はあまり展覧会へ出展せず、絵画の教師や、陶器のデザイナー、雑誌 L’Illustrazione Italianaの挿絵画家として生活した。フィレンツェで死去した。

## 作品

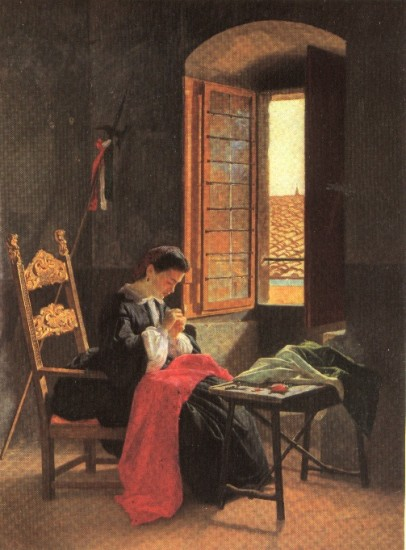
「1859年4月26日(独立戦争の日)」(1861)
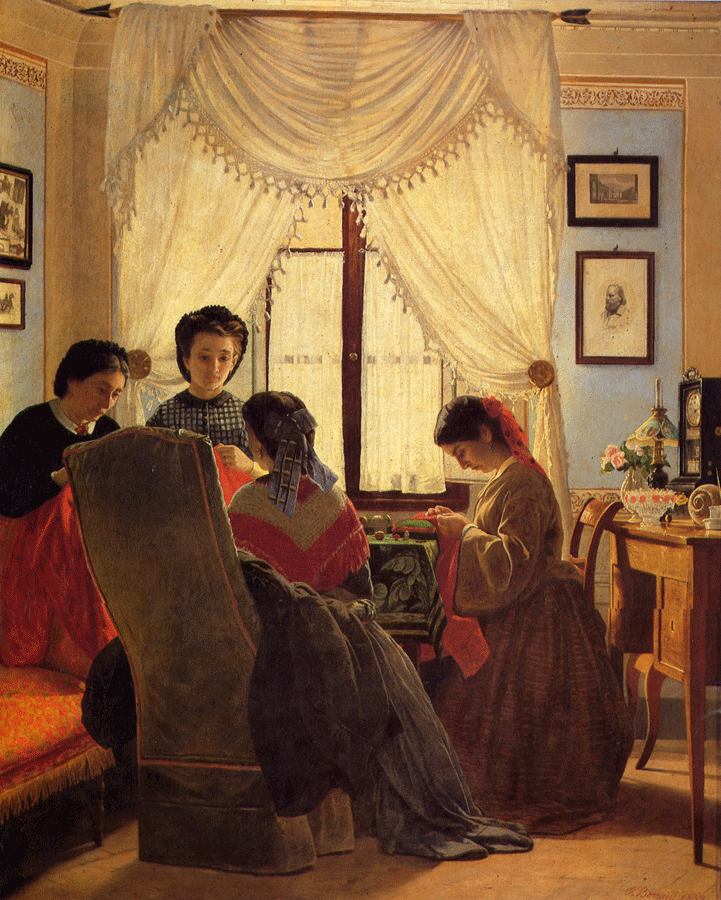
赤シャツを縫う人々(1863)
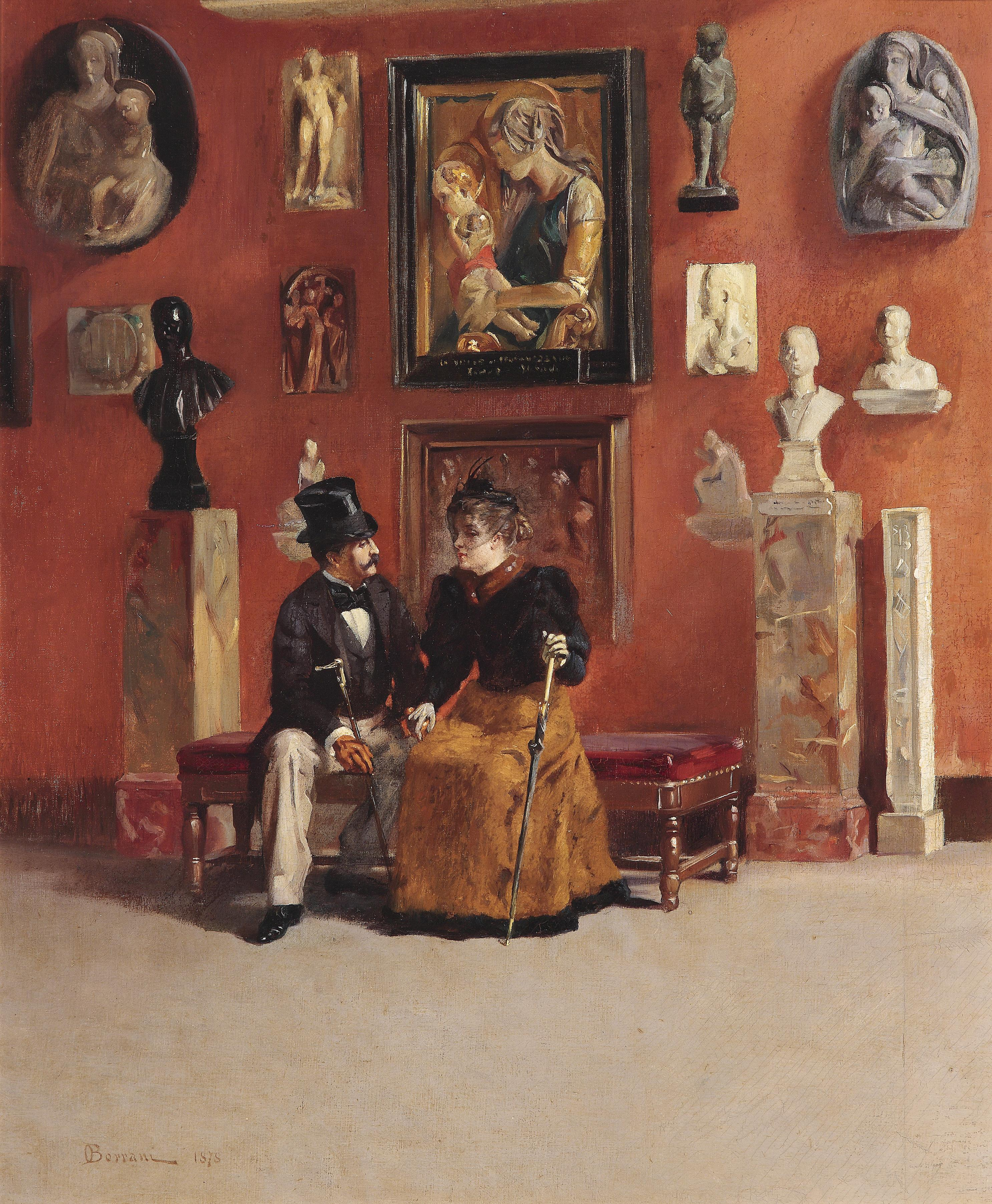
画廊でのランデブー (1878)
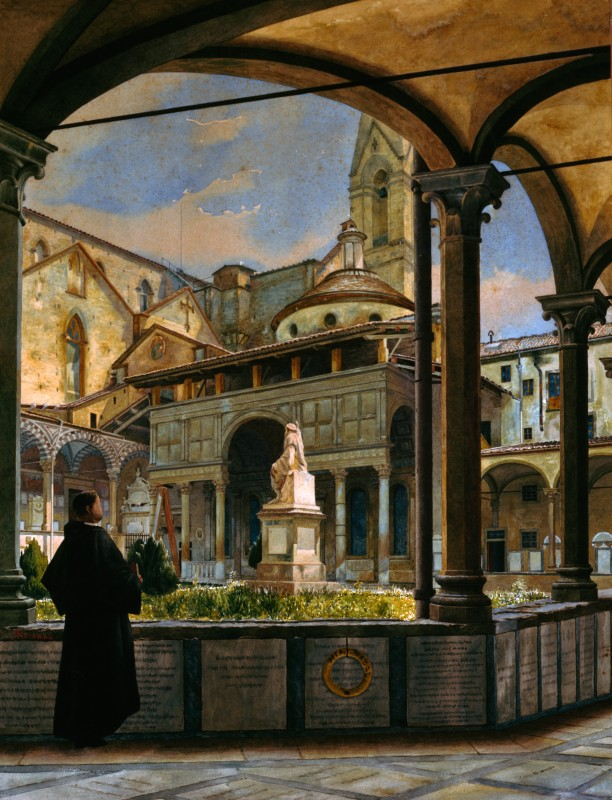
パッツィ礼拝堂 (1885/1887)

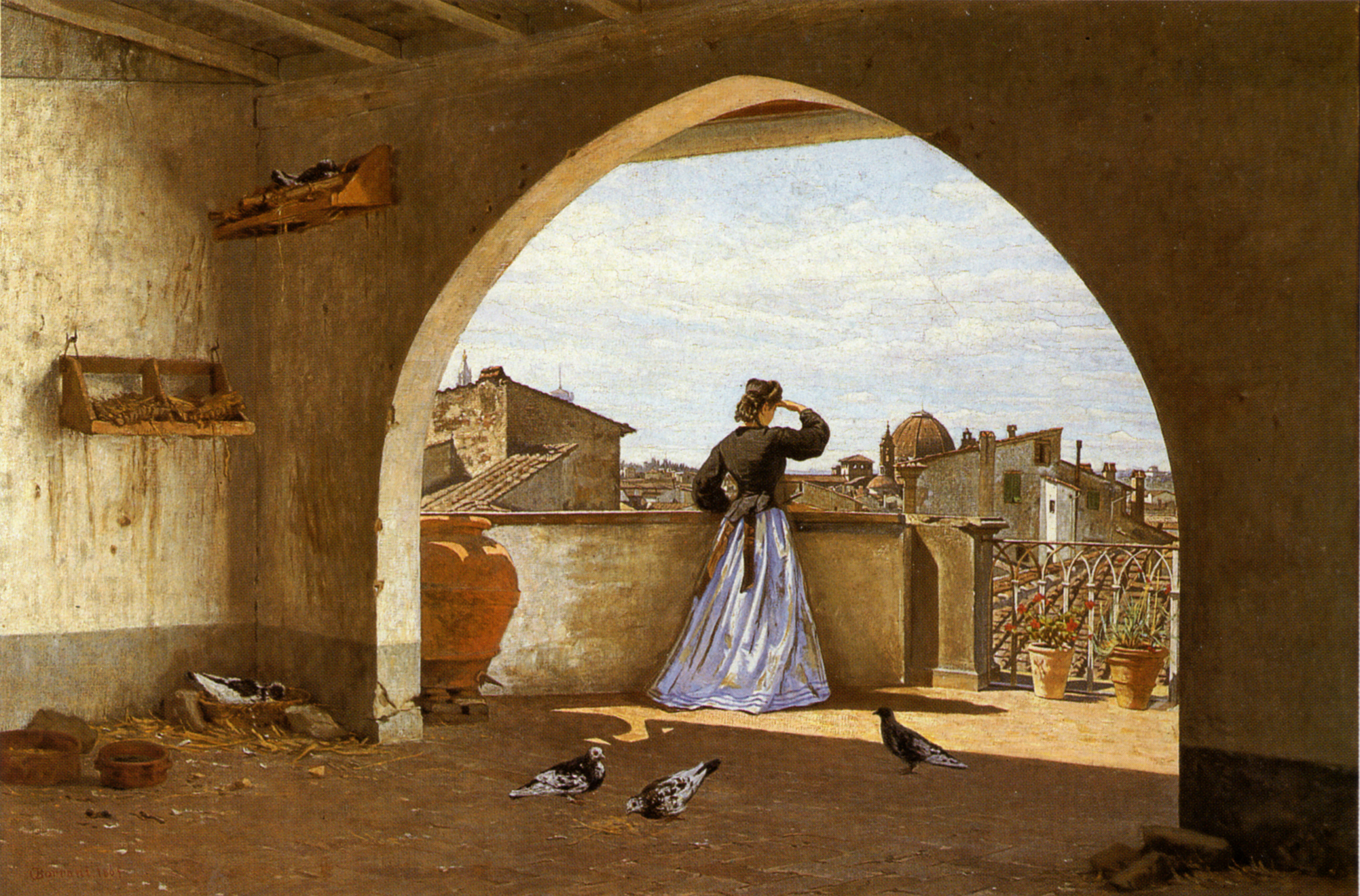
私のテラス (1865)
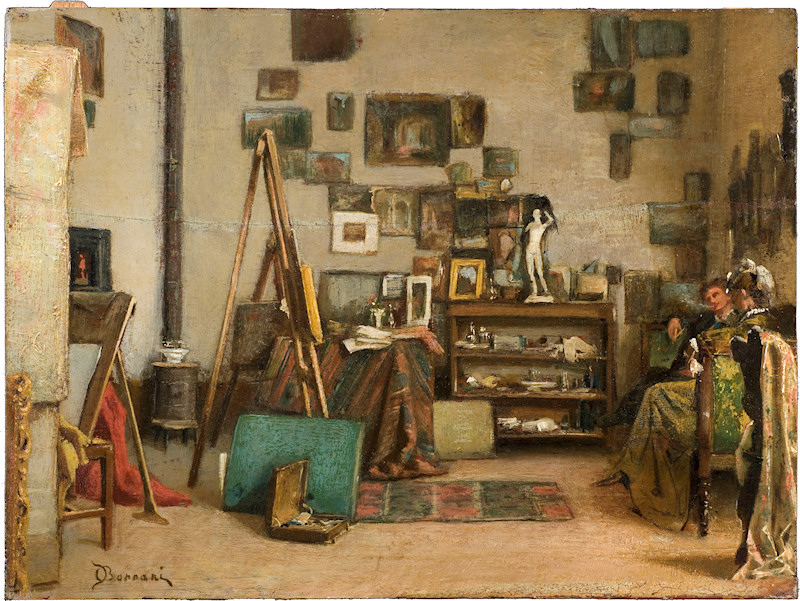
スタジオを訪問
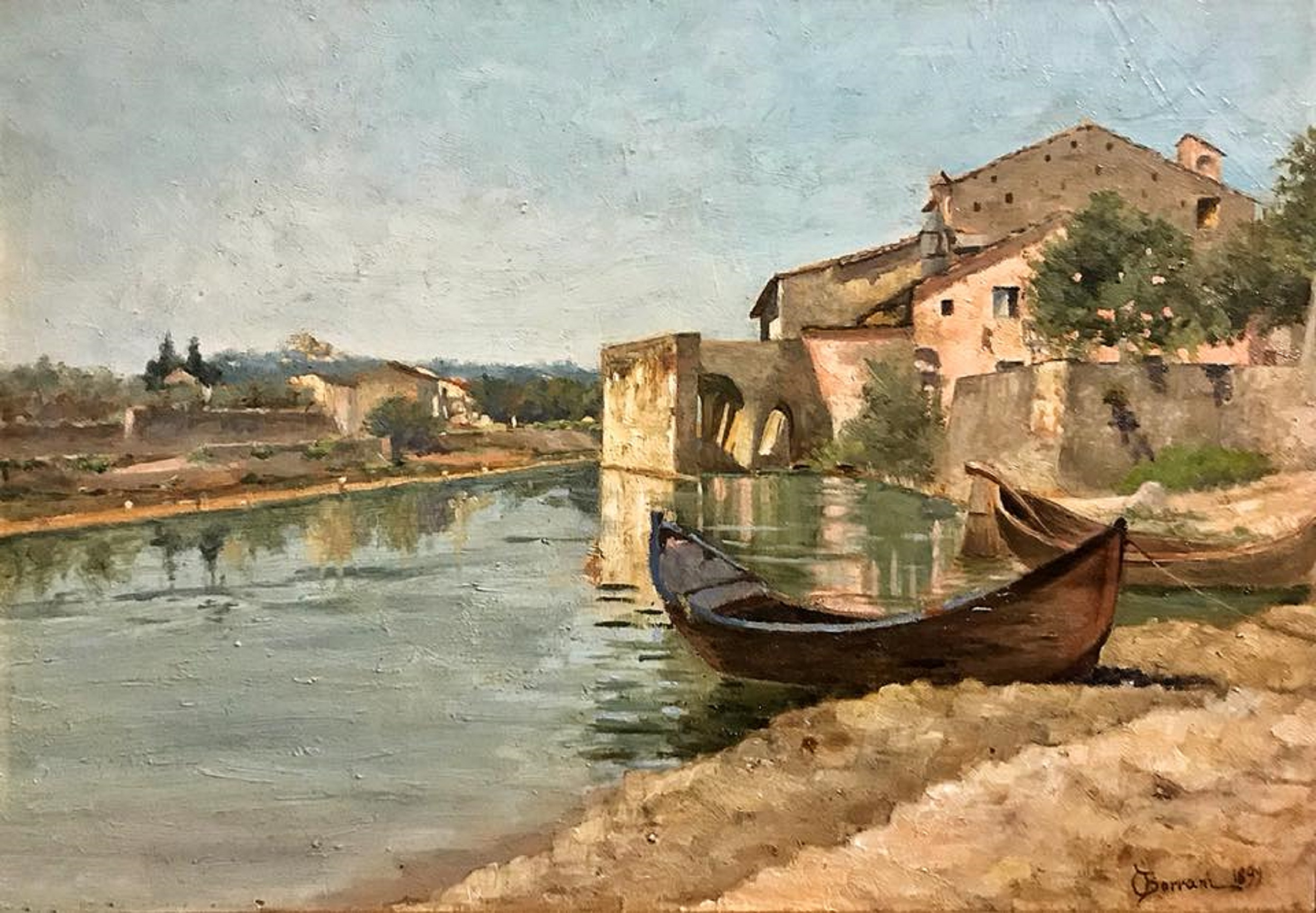
ロヴェッツァーノのアルノ川 (1899)